# Allothyrina serjaniae
Allothyrina serjaniae är en svampart som beskrevs av Bat. & J.L. Bezerra 1964. Allothyrina serjaniae ingår i släktet Allothyrina, divisionen sporsäcksvampar och riket svampar.   Inga underarter finns listade i Catalogue of Life.